# پرچم استان کبک
پرچم استان کبک در ۲۱ ژانویه ۱۹۴۸ پذیرفته شد.